# Adamo ed Eva, la prima storia d'amore
Adamo ed Eva, la prima storia d'amore è un film del 1983 diretto da Vincent Green (alias Enzo Doria) e Johnny Wilder (alias Luigi Russo).

## Trama
Dopo la cacciata dal giardino dell'Eden, Adamo ed Eva vagano per il mondo incontrando altri esseri umani: i primitivi Yukka vorrebbero che si accoppiassero con loro per migliorare la razza, ma Adamo ed Eva fuggono e si imbattono nei più civilizzati Kuntha, il cui capo si innamora di Eva e la rapisce, contravvenendo alle regole del suo popolo. Durante la fuga i due sono assaliti dai feroci cannibali Kuzaman, ma vengono salvati da Adamo. 
 Eva è assalita da un dubbio: scegliere il suo primo uomo o continuare la relazione col capo dei Kuntha. Sceglie Adamo e con lui prosegue in cerca di un luogo ove fermarsi. Quando finalmente lo trovano, Eva partorisce un bambino.